# Joel Nouble
Joel Jonathan Nouble (Deptford, 19 gennaio 1996) è un calciatore inglese, attaccante del Shenzhen Qingnianren.

## Biografia
Joel è il fratello minore di Frank Nouble, a sua volta calciatore professionista.

## Carriera
Dopo aver giocato nei settori giovanili di Chelsea e Millwall dal 2011 al 2013 ha giocato in quello del Dag & Red. Nell'estate del 2013 viene per la prima volta aggregato alla prima squadra, per poi trascorrere l'agosto del 2013 in prestito al Thurrock, club di Isthmian League Division One North (ottava divisione). Dopo un paio di mesi trascorsi nuovamente al Dagenham & Redbridge (con cui comunque non gioca mai in prima squadra), nel novembre del 2013 viene ceduto in prestito al Grays Athletic, club di Isthmian League (settima divisione). Qui, al suo esordio, segna una rete contro il Tilbury in una partita di Isthmian League Cup. Il suo primo gol in campionato arriva invece poco più tardi, in un incontro perso per 3-2 contro il Dulwich Hamlet. Nell'aprile del 2014, poco prima della fine della stagione, fa ritorno al Dagenham & Redbridge dopo un totale di sette reti in 26 incontri di campionato giocati. Il successivo 3 maggio ha esordito fra i professionisti, subentrando dalla panchina a Blair Turgott in occasione dei minuti finali dell'incontro di League Two vinto per 3-2 sul campo del Cheltenham Town. Nell'estate del 2014 rimane aggregato alla prima squadra dei Daggers, giocando anche nelle varie partite amichevoli prestagione, ma a fine agosto, non essendo riuscito a trovare spazio nelle prime giornate di campionato, viene ceduto in prestito per un mese al Welling Utd, club semiprofessionistico di quinta divisione; fa il suo esordio con la nuova maglia il 23 agosto 2014, subentrando dalla panchina nel secondo tempo della partita di campionato pareggiata per 1-1 in casa contro il Woking. Complice un'estensione del prestito per un ulteriore mese finisce per giocare in totale 13 partite con il club (12 in campionato ed una in FA Cup), senza però mai segnare. Appena terminato il prestito, senza nemmeno tornare al club di origine viene nuovamente ceduto con la medesima formula per un mese al St Albans City, club semiprofessionistico di Conference League South (sesta divisione), con cui durante il suo periodo di permanenza gioca cinque partite di campionato (più due in FA Trophy) e segna un gol (più precisamente, accorcia le distanze sul momentaneo 2-1 nella partita di campionato poi persa per 3-2 in casa contro il Farnborough Town). Nel dicembre del 2014, sempre senza nemmeno tornare alla base, viene poi girato nuovamente in prestito al Thurrock, con cui segna un gol in tre presenze in settima divisione; nel gennaio del 2015 viene poi ceduto in prestito per la quarta volta in stagione, facendo ritorno ai Grays Athletic, con i quali gioca otto partite senza mai segnare in Isthmian League. A fine stagione il Dag & Red non rinnova il suo contratto in scadenza lasciandolo così svincolato.
Nel luglio del 2016, dopo aver trascorso un anno senza squadra, si accasa al Bishop's Stortford, club di National League South (sesta divisione); esordisce con il nuovo club il 6 agosto 2016, venendo però impiegato in modo sporadico (la sua quinta ed ultima presenza stagionale in campionato arriva infatti il 3 dicembre 2016, sul campo del Truro City), tanto che nel gennaio del 2017 viene ceduto ai Grays Athletic, sempre militanti in settima divisione, con i quali conclude la stagione giocando cinque partite in questa categoria. Nouble trascorre poi l'intera stagione 2017-2018 nuovamente al Thurrock, lasciando il club nel 2018 per accasarsi all'Haringey Borough, altro club di Isthmian League, con il quale trascorre l'intera stagione 2018-2019. Tra il maggio ed il giugno del 2018 prende tra l'altro parte alla Coppa del mondo CONIFA 2018 con la selezione della Cascadia, con la quale segna anche una doppietta utile per raggiungere i quarti di finale del torneo. Nell'estate del 2019 sale di una categoria per accasarsi in sesta divisione ai semiprofessionisti dei Concord Rangers, con i quali durante la stagione 2019-2020 mette a segno otto reti in 26 partite di campionato. L'anno seguente sale di un'ulteriore categoria, firmando un contratto con l'Aldershot Town, club di National League; nel corso della stagione totalizza complessivamente 35 presenze e cinque reti tra tutte le competizioni ufficiali (tra le quali cinque reti in 31 partite di campionato).
Il 13 luglio 2021 viene tesserato dal Livingston, club della prima divisione scozzese, cambiando così club per la settima volta in sei stagioni; subito dopo aver firmato con il club giallonero viene ceduto in prestito all'Arbroath, club della seconda divisione scozzese; fa il suo esordio nel club il 14 luglio 2021, in una partita di Coppa di Lega vinta per 2-0 in casa contro l'East Fife. L'esordio in campionato avviene invece il successivo 31 luglio, nella partita persa per 1-0 in casa contro l'Inverness; il suo primo gol in questa competizione (e, più in generale, con la maglia dell'Arbroath) arriva invece nel successivo turno di campionato, l'8 agosto, quando realizza la rete del momentaneo 1-0 nella partita poi pareggiata per 2-2 sul campo dell'Ayr Utd. Nel gennaio del 2022, complici le sue buone prestazioni (20 presenze e quattro reti in campionato più tre presenze ed una rete in Coppa di Lega), il prestito viene interrotto e l'attaccante inglese torna per il resto della stagione al Livingston, con la cui maglia esordisce il 22 gennaio 2022 subentrando dalla panchina nella partita di Coppa di Scozia vinta per 1-0 in casa contro il Ross County. Il successivo 26 gennaio subentra invece a Bruce Anderson nella partita di campionato persa per 1-0 in trasferta contro i Rangers, facendo così il suo esordio nella prima divisione scozzese; nel complesso nella seconda metà della stagione 2021-2022 gioca due partite in Coppa di Scozia e (includendo anche la poule salvezza) 16 partite in campionato, senza però mai segnare: la sua prima rete con il club giallonero arriva infatti solamente nella stagione 2022-2023, e più precisamente il 30 luglio 2022, quando realizza il momentaneo 1-0 nella partita poi persa per 2-1 in casa contro i Rangers.
Nel 2024 si è trasferito al Wuxi Wugou, con cui ha messo a segno 2 reti in 15 presenze nella seconda divisione cinese.

## Statistiche

### Presenze e reti nei club
Statistiche aggiornate al 12 novembre 2022.
| Stagione          | Squadra            | Campionato        | Campionato | Campionato | Coppe nazionali | Coppe nazionali | Coppe nazionali | Coppe continentali | Coppe continentali | Coppe continentali | Altre coppe | Altre coppe | Altre coppe | Totale | Totale |
| Stagione          | Squadra            | Comp              | Pres       | Reti       | Comp            | Pres            | Reti            | Comp               | Pres               | Reti               | Comp        | Pres        | Reti        | Pres   | Reti   |
| ----------------- | ------------------ | ----------------- | ---------- | ---------- | --------------- | --------------- | --------------- | ------------------ | ------------------ | ------------------ | ----------- | ----------- | ----------- | ------ | ------ |
| apr.-mag. 2014    | Dag & Red          | FL2               | 1          | 0          | FACup+CdL       | -               | -               |                    | -                  | -                  | FLT         | -           | -           | 1      | 0      |
| ago.-nov. 2014    | Welling Utd        | CP                | 12         | 0          | FACup           | 1               | 0               |                    | -                  | -                  | FAT         | 0           | 0           | 13     | 0      |
| nov.-dic. 2014    | St Albans City     | CS                | 5          | 1          | FACup           | -               | -               |                    | -                  | -                  | FAT         | 2           | 0           | 7      | 1      |
| 2016-gen. 2017    | Bishop's Stortford | NLS               | 5          | 0          | FACup           | 0               | 0               |                    | -                  | -                  | FAT         | 1           | 0           | 6      | 0      |
| 2019-2020         | Concord Rangers    | NLS               | 26         | 8          | FACup           | -               | -               |                    | -                  | -                  | FAT         | 5           | 2           | 31     | 10     |
| 2020-2021         | Aldershot Town     | NL                | 31         | 5          | FACup           | 1               | 0               |                    | -                  | -                  | FAT         | 3           | 0           | 35     | 5      |
| 2021-gen. 2022    | Arbroath           | SC                | 20         | 4          | CS+CdL          | 0+3             | 0+1             |                    | -                  | -                  |             | -           | -           | 23     | 5      |
| gen.-giu. 2022    | Livingston         | SP                | 11+5       | 0          | CS+CdL          | 2+0             | 0               |                    | -                  | -                  |             | -           | -           | 18     | 0      |
| 2022-2023         | Livingston         | SP                | 30         | 7          | CS+CdL          | 1+5             | 0               |                    | -                  | -                  |             | -           | -           | 36     | 7      |
| 2023-2024         | Livingston         | SP                | 32         | 1          | CS+CdL          | 2+6             | 2+2             |                    | -                  | -                  |             | -           | -           | 40     | 5      |
| Totale Livingston | Totale Livingston  | Totale Livingston | 73+5       | 8+0        |                 | 16              | 4               |                    | -                  | -                  |             | -           | -           | 94     | 12     |
| Totale carriera   | Totale carriera    | Totale carriera   | 178        | 26         |                 | 21              | 5               |                    | -                  | -                  |             | 11          | 2           | 210    | 33     |